# Загорелые на лыжах
Загорелые на лыжах (Les Bronzés font du ski) — классическая французская комедия 1979 года, снятая Патрисом Леконтом .
Это продолжение Загорелых (1978), за которым последовали Весёлые и загорелые (2006).

## Сюжет
Герои первого фильма снова собираются вместе, на этот раз на горнолыжном курорте Валь д’Изер, где работают Жером, Джиджи и Попай.
Жером и Джиджи теперь женаты: Джиджи владеет блинной, а Жером занимается медицинской практикой.
Натали и Бернар, помирившиеся и ставшие «нуворишами», являются владельцами таймшера.
Жан-Клод всё ещё отчаянно пытается соблазнить любую девушку, которую он видит, и всё ещё терпит неудачи. У Кристиан роман с Мариусом, женатым мужчиной, который намного старше её.
Попай теперь гораздо менее самоуверен: после его бесчисленных прелюбодейных интрижек он теперь унижен своей женой, которая открыто ему изменяет. Более того, хотя он утверждает, что является менеджером лыжного магазина, вскоре становится ясно, что магазин принадлежит его жене и её любовнику, поскольку они постоянно тычут ему в нос его ошибками, ставят под сомнение его честность и прямо отвергают его решения перед его друзья.
Во время катания на лыжах группа заблудилась. Они проводят ночь в горной хижине, но не могут отдохнуть, так как не спят из-за шума трёх возбужденных итальянских лыжников, с которыми они должны делить это место. Они уезжают на следующее утро, но никак не могут найти дорогу обратно на горнолыжный курорт. Их положение становится всё более тяжелым, и напряженность растет, но, наконец, их спасают два суровых горных жителя, которые забирают их в своё спартанское шале. Там мужчины угощают группу «традиционной» едой и напитками. Сначала смесь старых сырных корок с червями («для мяса»), пропитанных жиром и древесным спиртом. Затем ликёр, приготовленный из лука-шалота и чесночного сока («потому что один лук-шалот был бы слишком пресным») и сушёная жаба, которую Жером описывает как достаточно крепкую, чтобы прочищать туалеты, пока его друзья хватают ртом воздух или падают под стол, в пародии знаменитой пьяной сцены из фильма Дядюшки-гангстеры.
Наконец они возвращаются на курорт, который был буквально за углом от жилища их спасителей, и вскоре расходятся, поскольку каникулы подходят к концу.

## Актёры и роли
- Мишель Блан — Жан-Клод Дюссе
- Мари-Энн Шазель — Джиджи
- Кристиан Клавье — Жером
- Жерар Жюньо — Бернар Морен
- Джозиан Баласко — Натали Морин
- Тьерри Лермитт — Попай
- Доминик Лаванан — Кристиан
- Морис Шевит — Мариус
- Брюно Мойно — Жильбер